# Sailor Song (pesem)
"Sailor Song" je pesem ameriške pevke in glasbenice Gigi Perez, ki je bila izdana kot singel 26. julija 2024. Njena tretja neodvisna skladba po istopu iz založbe Interscope Records je postala viralna na TikToku in dosegla 22. mesto na Billboard Hot 100. Zunaj Združenih držav je "Sailor Song" zasedel vrh lestvic na Irskem, v Latviji in Združenem kraljestvu ter dosegel vrh med prvimi desetimi lestvicami v različnih državah, vključno z Avstralijo, Novo Zelandijo in Norveško.

## Ozadje
Perez je postala viralna na TikToku leta 2021 s svojimi skladbami "Celene" in "Sometimes (Backwood)", zaradi česar je Interscope Records podpisal z njo in izdal njen EP How to Catch a Falling Knife. Po izstopu iz založbe se je Perez vrnila k neodvisnemu izdajanju glasbe, začela je z "Normalcy" in "Please Be Rude" leta 2024. Singel naj bi izšel na 7-palčni vinilni plošči 10. januarja 2025.